# Sargassotång
Sargassotång (vetenskapligt namn Sargassum) är ett släkte brunalger (phaeophyceae). Dessa vanligtvis planktonartade makroalger kan bli flera tusen meter långa och är i allmänhet bruna eller regnbågsfärgade. Sargassotång förekommer rikligt i varma vatten, framför allt vid Västindiska öarnas och det tropiska Amerikas kuster. Därifrån förs tången med strömmar till Sargassohavet i Atlanten. En vanlig vanföreställning är att sargassotången skulle kunna hindra båttrafiken.
Deras växtkroppar kan uppdelas i rot, skaft, blad och fruktbärande partier. Vissa arter har dessutom bärliknande, gasfyllda blåsor som håller växten flytande på vattenytan vilket gynnar fotosyntesen. Många växter är grova och klibbiga utanpå och deras robusta men flexibla bålar gör att de kan stå emot starka havsströmmar.
De tjocka mattor som sargassotång kan bilda i havet utgör ett habitat för många marina arter som specialiserat sig på och är unika för denna miljö. Dess populationer är mest omtalade ute i Sargassohavet.
Sargassotång finns i världens tropiska regioner. I strandnära vatten är det ofta den mest lättobeserverade makrofyten och den förekommer ofta i närheten av korallrev. Där växer den under tidvattengränsen och fäster vid korall, klippor, snäckor. 
En av de mest spridda och bäst kända arterna är japansk sargassotång eller sargassosnärja (sargassum muticum) som har spridit sig från Japan till Europa och nu även finns i Östersjön.